# Contea di Merrick
La contea di Merrick (in inglese Merrick County) è una contea dello Stato del Nebraska, negli Stati Uniti. La popolazione al censimento del 2000 era di 8 204 abitanti. Il capoluogo di contea è Central City.